# Martina Klein

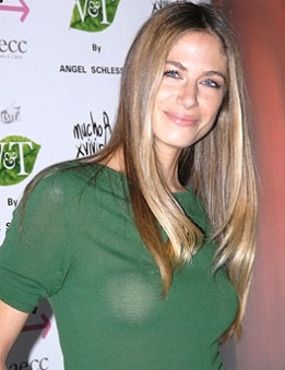
Martina Klein, 2018

Martina Klein Korin (Buenos Aires, 7 de dezembro de 1976) é uma modelo, apresentadora de televisão e humorista argentina- espanhola . 

## Biografia
Se mudou para Barcelona quando tinha 12 anos e começou a fazer seus primeiros castings aos 15.
Esteve nos eventos mais importantes da moda (Milan Fashion Week, Paris Fashion Week, Cibeles Madrid Fashion Week, New York Fashion Week…) ,  e participou de várias campanhas publicitárias (Yves Rocher, El Corte Inglés, Trident, Mango, Wella, Pronovias, Don Algodón…) ou revistas de moda (Cosmopolitan, Elle, Marie Claire…)
Teve um relacionamento romântico com o cantor español Álex de la Nuez (1999-2008) e  tiveram um filho em 2005; e tem um relacionamento agora com o tenista Àlex Corrtja  e tiveram uma filha em 2017.

## Filmografia
- Raíces de sangre, 2002
- Águila Roja: la película, 2011
- Solo química, 2015

### Videoclips
- Si tú no vuelves, Miguel Bosé, 1998

### TV
- Les mil i una , 1998-1999
- Las Mañanas de Cuatro, 2006-2007
- Planeta Finito , 2007
- Celebritis, 2008
- El club del chiste , 2010-2011
- ADN MAX , 2015